# Tomomi Miyamoto
Tomomi Miyamoto (宮本 ともみ?, Miyamoto Tomomi; Sagamihara, 31 dicembre 1978) è un'ex calciatrice giapponese di ruolo centrocampista.

## Carriera

### Nazionale
Il 8 giugno 1997, Miyamoto è convocata nella Nazionale maggiore in occasione di una partita contro Cina. Miyamoto ha disputato anche il Mondiale 1999, Mondiale 2003, Mondiale 2007 e torneo olimpico 2004. In tutto, Miyamoto ha giocato 77 partite con la Nazionale nipponica riuscendo a segnare 13 gol.

## Statistiche

### Cronologia presenze e reti in nazionale
| Cronologia completa delle presenze e delle reti in nazionale ― Giappone | Cronologia completa delle presenze e delle reti in nazionale ― Giappone | Cronologia completa delle presenze e delle reti in nazionale ― Giappone | Cronologia completa delle presenze e delle reti in nazionale ― Giappone | Cronologia completa delle presenze e delle reti in nazionale ― Giappone | Cronologia completa delle presenze e delle reti in nazionale ― Giappone | Cronologia completa delle presenze e delle reti in nazionale ― Giappone | Cronologia completa delle presenze e delle reti in nazionale ― Giappone |
| Data                                                                    | Città                                                                   | In casa                                                                 | Risultato                                                               | Ospiti                                                                  | Competizione                                                            | Reti                                                                    | Note                                                                    |
| ----------------------------------------------------------------------- | ----------------------------------------------------------------------- | ----------------------------------------------------------------------- | ----------------------------------------------------------------------- | ----------------------------------------------------------------------- | ----------------------------------------------------------------------- | ----------------------------------------------------------------------- | ----------------------------------------------------------------------- |
| 8-6-1997                                                                | Tokyo                                                                   | Giappone                                                                | 1 – 0                                                                   | Cina                                                                    | Coppa Kirin                                                             | 1                                                                       |                                                                         |
| 15-6-1997                                                               | Osaka                                                                   | Giappone                                                                | 0 – 0                                                                   | Cina                                                                    | Coppa Kirin                                                             | -                                                                       |                                                                         |
| 7-12-1997                                                               | Canton                                                                  | Giappone                                                                | 1 – 0                                                                   | India                                                                   | Coppa d'Asia 1997                                                       | -                                                                       |                                                                         |
| 9-12-1997                                                               | Canton                                                                  | Giappone                                                                | 9 – 0                                                                   | Hong Kong                                                               | Coppa d'Asia 1997                                                       | 1                                                                       |                                                                         |
| 12-12-1997                                                              | Canton                                                                  | Giappone                                                                | 0 – 1                                                                   | Corea del Nord                                                          | Coppa d'Asia 1997                                                       | -                                                                       |                                                                         |
| 14-12-1997                                                              | Canton                                                                  | Giappone                                                                | 2 – 0                                                                   | Taipei cinese                                                           | Coppa d'Asia 1997                                                       | -                                                                       |                                                                         |
| 17-5-1998                                                               | Tokyo                                                                   | Giappone                                                                | 1 – 2                                                                   | Stati Uniti                                                             | Coppa Kirin                                                             | -                                                                       |                                                                         |
| 21-5-1998                                                               | Kobe                                                                    | Giappone                                                                | 0 – 2                                                                   | Stati Uniti                                                             | Coppa Kirin                                                             | -                                                                       |                                                                         |
| 24-5-1998                                                               | Yokohama                                                                | Giappone                                                                | 0 – 3                                                                   | Stati Uniti                                                             | Coppa Kirin                                                             | -                                                                       |                                                                         |
| 24-10-1998                                                              | Seul                                                                    | Corea del Sud                                                           | 1 – 1                                                                   | Giappone                                                                | Amichevole                                                              | -                                                                       |                                                                         |
| 26-10-1998                                                              | Seul                                                                    | Corea del Sud                                                           | 1 – 1                                                                   | Giappone                                                                | Amichevole                                                              | -                                                                       |                                                                         |
| 8-12-1998                                                               | Bangkok                                                                 | Thailandia                                                              | 0 – 6                                                                   | Giappone                                                                | Giochi asiatici                                                         | 1                                                                       |                                                                         |
| 10-12-1998                                                              | Bangkok                                                                 | Giappone                                                                | 2 – 3                                                                   | Corea del Nord                                                          | Giochi asiatici                                                         | -                                                                       |                                                                         |
| 12-12-1998                                                              | Bangkok                                                                 | Giappone                                                                | 8 – 0                                                                   | Vietnam                                                                 | Giochi asiatici                                                         | -                                                                       |                                                                         |
| 15-12-1998                                                              | Bangkok                                                                 | Giappone                                                                | 0 – 3                                                                   | Cina                                                                    | Giochi asiatici                                                         | -                                                                       |                                                                         |
| 17-12-1998                                                              | Bangkok                                                                 | Giappone                                                                | 2 – 1                                                                   | Taipei cinese                                                           | Giochi asiatici                                                         | -                                                                       |                                                                         |
| 24-3-1999                                                               | San Quintino                                                            | Francia                                                                 | 0 – 1                                                                   | Giappone                                                                | Amichevole                                                              | -                                                                       |                                                                         |
| 29-4-1999                                                               | Charlotte                                                               | Stati Uniti                                                             | 9 – 0                                                                   | Giappone                                                                | Amichevole                                                              | -                                                                       |                                                                         |
| 2-5-1999                                                                | Stati Uniti d'America                                                   | Stati Uniti                                                             | 7 – 0                                                                   | Giappone                                                                | Amichevole                                                              | -                                                                       |                                                                         |
| 30-5-1999                                                               | Kyoto                                                                   | Giappone                                                                | 1 – 1                                                                   | Corea del Sud                                                           | Coppa Kirin                                                             | -                                                                       |                                                                         |
| 3-6-1999                                                                | Tokyo                                                                   | Giappone                                                                | 3 – 2                                                                   | Corea del Sud                                                           | Coppa Kirin                                                             | -                                                                       |                                                                         |
| 19-6-1999                                                               | San Jose                                                                | Giappone                                                                | 1 – 1                                                                   | Canada                                                                  | Mondiali 1999                                                           | -                                                                       |                                                                         |
| 23-6-1999                                                               | Portland                                                                | Giappone                                                                | 0 – 5                                                                   | Russia                                                                  | Mondiali 1999                                                           | -                                                                       |                                                                         |
| 26-6-1999                                                               | Chicago                                                                 | Giappone                                                                | 0 – 4                                                                   | Norvegia                                                                | Mondiali 1999                                                           | -                                                                       |                                                                         |
| 8-11-1999                                                               | Iloilo                                                                  | Giappone                                                                | 9 – 0                                                                   | Thailandia                                                              | Coppa d'Asia 1999                                                       | -                                                                       |                                                                         |
| 10-11-1999                                                              | Iloilo                                                                  | Giappone                                                                | 5 – 1                                                                   | Uzbekistan                                                              | Coppa d'Asia 1999                                                       | -                                                                       |                                                                         |
| 12-11-1999                                                              | Barotac Nuevo                                                           | Giappone                                                                | 14 – 0                                                                  | Nepal                                                                   | Coppa d'Asia 1999                                                       | 2                                                                       |                                                                         |
| 14-11-1999                                                              | Iloilo                                                                  | Filippine                                                               | 0 – 6                                                                   | Giappone                                                                | Coppa d'Asia 1999                                                       | -                                                                       |                                                                         |
| 19-11-1999                                                              | Bacolod                                                                 | Giappone                                                                | 0 – 2                                                                   | Taipei cinese                                                           | Coppa d'Asia 1999                                                       | -                                                                       |                                                                         |
| 21-11-1999                                                              | Bacolod                                                                 | Giappone                                                                | 2 – 3                                                                   | Corea del Nord                                                          | Coppa d'Asia 1999                                                       | -                                                                       |                                                                         |
| 27-8-2002                                                               | Wuhan                                                                   | Cina                                                                    | 4 – 0                                                                   | Giappone                                                                | Tournament of 4 Nations                                                 | -                                                                       |                                                                         |
| 29-8-2002                                                               | Wuhan                                                                   | Giappone                                                                | 0 – 1                                                                   | Russia                                                                  | Tournament of 4 Nations                                                 | -                                                                       |                                                                         |
| 31-8-2002                                                               | Wuhan                                                                   | Giappone                                                                | 0 – 0                                                                   | Corea del Sud                                                           | Tournament of 4 Nations                                                 | -                                                                       |                                                                         |
| 2-10-2002                                                               | Pusan                                                                   | Giappone                                                                | 0 – 1                                                                   | Corea del Nord                                                          | Giochi asiatici                                                         | -                                                                       |                                                                         |
| 4-10-2002                                                               | Changwon                                                                | Giappone                                                                | 3 – 0                                                                   | Vietnam                                                                 | Giochi asiatici                                                         | -                                                                       |                                                                         |
| 7-10-2002                                                               | Masan                                                                   | Corea del Sud                                                           | 0 – 1                                                                   | Giappone                                                                | Giochi asiatici                                                         | -                                                                       |                                                                         |
| 9-10-2002                                                               | Changwon                                                                | Giappone                                                                | 2 – 2                                                                   | Cina                                                                    | Giochi asiatici                                                         | 1                                                                       |                                                                         |
| 19-3-2003                                                               | Bangkok                                                                 | Giappone                                                                | 9 – 0                                                                   | Thailandia                                                              | Amichevole                                                              | -                                                                       |                                                                         |
| 9-6-2003                                                                | Bangkok                                                                 | Giappone                                                                | 15 – 0                                                                  | Filippine                                                               | Coppa d'Asia 2003                                                       | 1                                                                       |                                                                         |
| 11-6-2003                                                               | Bangkok                                                                 | Giappone                                                                | 7 – 0                                                                   | Guam                                                                    | Coppa d'Asia 2003                                                       | -                                                                       |                                                                         |
| 13-6-2003                                                               | Bangkok                                                                 | Giappone                                                                | 7 – 0                                                                   | Birmania                                                                | Coppa d'Asia 2003                                                       | -                                                                       |                                                                         |
| 15-6-2003                                                               | Bangkok                                                                 | Giappone                                                                | 5 – 0                                                                   | Taipei cinese                                                           | Coppa d'Asia 2003                                                       | -                                                                       |                                                                         |
| 19-6-2003                                                               | Bangkok                                                                 | Giappone                                                                | 0 – 3                                                                   | Corea del Nord                                                          | Coppa d'Asia 2003                                                       | -                                                                       |                                                                         |
| 21-6-2003                                                               | Bangkok                                                                 | Giappone                                                                | 0 – 1                                                                   | Corea del Sud                                                           | Coppa d'Asia 2003                                                       | -                                                                       |                                                                         |
| 5-7-2003                                                                | Città del Messico                                                       | Giappone                                                                | 2 – 2                                                                   | Messico                                                                 | Qual. Mondiali 2003                                                     | 1                                                                       |                                                                         |
| 12-7-2003                                                               | Tokyo                                                                   | Giappone                                                                | 2 – 0                                                                   | Messico                                                                 | Qual. Mondiali 2003                                                     | -                                                                       |                                                                         |
| 22-7-2003                                                               | Sendai                                                                  | Giappone                                                                | 5 – 0                                                                   | Corea del Sud                                                           | Tournament of 3 Nations                                                 | 1                                                                       |                                                                         |
| 27-7-2003                                                               | Sendai                                                                  | Giappone                                                                | 0 – 0                                                                   | Australia                                                               | Tournament of 3 Nations                                                 | -                                                                       |                                                                         |
| 21-9-2003                                                               | Columbus                                                                | Giappone                                                                | 6 – 0                                                                   | Argentina                                                               | Mondiali 2003                                                           | -                                                                       |                                                                         |
| 25-9-2003                                                               | Columbus                                                                | Giappone                                                                | 0 – 3                                                                   | Germania                                                                | Mondiali 2003                                                           | -                                                                       |                                                                         |
| 27-9-2003                                                               | Boston                                                                  | Giappone                                                                | 1 – 3                                                                   | Canada                                                                  | Mondiali 2003                                                           | -                                                                       |                                                                         |
| 18-4-2004                                                               | Tokyo                                                                   | Giappone                                                                | 7 – 0                                                                   | Vietnam                                                                 | Qual. Olimpiadi                                                         | 2                                                                       |                                                                         |
| 24-4-2004                                                               | Tokyo                                                                   | Giappone                                                                | 3 – 0                                                                   | Corea del Nord                                                          | Qual. Olimpiadi                                                         | -                                                                       |                                                                         |
| 26-4-2004                                                               | Hiroshima                                                               | Giappone                                                                | 0 – 1                                                                   | Cina                                                                    | Qual. Olimpiadi                                                         | -                                                                       |                                                                         |
| 6-6-2004                                                                | Louisville                                                              | Giappone                                                                | 1 – 1                                                                   | Stati Uniti                                                             | Amichevole                                                              | -                                                                       |                                                                         |
| 30-7-2004                                                               | Tokyo                                                                   | Giappone                                                                | 3 – 0                                                                   | Canada                                                                  | Amichevole                                                              | -                                                                       |                                                                         |
| 6-8-2004                                                                | Zeist                                                                   | Giappone                                                                | 2 – 0                                                                   | Paesi Bassi                                                             | Amichevole                                                              | -                                                                       |                                                                         |
| 11-8-2004                                                               | Volo                                                                    | Giappone                                                                | 1 – 0                                                                   | Svezia                                                                  | Olimpiadi 2004                                                          | -                                                                       |                                                                         |
| 14-8-2004                                                               | Atene                                                                   | Giappone                                                                | 0 – 1                                                                   | Nigeria                                                                 | Olimpiadi 2004                                                          | -                                                                       |                                                                         |
| 20-8-2004                                                               | Salonicco                                                               | Giappone                                                                | 1 – 2                                                                   | Stati Uniti                                                             | Olimpiadi 2004                                                          | -                                                                       |                                                                         |
| 19-11-2006                                                              | Chiba                                                                   | Giappone                                                                | 1 – 0                                                                   | Australia                                                               | Amichevole                                                              | -                                                                       |                                                                         |
| 9-2-2007                                                                | Nicosia                                                                 | Giappone                                                                | 1 – 0                                                                   | Norvegia                                                                | Amichevole                                                              | -                                                                       |                                                                         |
| 12-2-2007                                                               | Larnaca                                                                 | Giappone                                                                | 2 – 2                                                                   | Svezia                                                                  | Amichevole                                                              | -                                                                       |                                                                         |
| 10-3-2007                                                               | Tokyo                                                                   | Giappone                                                                | 2 – 0                                                                   | Messico                                                                 | Qual. Mondiali 2007                                                     | -                                                                       |                                                                         |
| 17-3-2007                                                               | Toluca                                                                  | Messico                                                                 | 2 – 1                                                                   | Giappone                                                                | Qual. Mondiali 2007                                                     | -                                                                       |                                                                         |
| 7-4-2007                                                                | Tokyo                                                                   | Giappone                                                                | 2 – 0                                                                   | Vietnam                                                                 | Qual. Olimpiadi                                                         | -                                                                       |                                                                         |
| 15-4-2007                                                               | Bangkok                                                                 | Thailandia                                                              | 0 – 4                                                                   | Giappone                                                                | Qual. Olimpiadi                                                         | -                                                                       |                                                                         |
| 3-6-2007                                                                | Tokyo                                                                   | Giappone                                                                | 6 – 1                                                                   | Corea del Sud                                                           | Qual. Olimpiadi                                                         | 1                                                                       |                                                                         |
| 10-6-2007                                                               | Bucheon                                                                 | Corea del Sud                                                           | 2 – 2                                                                   | Giappone                                                                | Qual. Olimpiadi                                                         | -                                                                       |                                                                         |
| 28-7-2007                                                               | San Jose                                                                | Stati Uniti                                                             | 4 – 1                                                                   | Giappone                                                                | Amichevole                                                              | -                                                                       |                                                                         |
| 4-8-2007                                                                | Haiphong                                                                | Vietnam                                                                 | 0 – 8                                                                   | Giappone                                                                | Qual. Olimpiadi                                                         | 1                                                                       |                                                                         |
| 12-8-2007                                                               | Tokyo                                                                   | Giappone                                                                | 5 – 0                                                                   | Thailandia                                                              | Qual. Olimpiadi                                                         | -                                                                       |                                                                         |
| 30-8-2007                                                               | Tokyo                                                                   | Giappone                                                                | 0 – 0                                                                   | Canada                                                                  | Amichevole                                                              | -                                                                       |                                                                         |
| 2-9-2007                                                                | Chiba                                                                   | Giappone                                                                | 2 – 1                                                                   | Brasile                                                                 | Amichevole                                                              | -                                                                       |                                                                         |
| 11-9-2007                                                               | Shanghai                                                                | Giappone                                                                | 2 – 2                                                                   | Inghilterra                                                             | Mondiali 2007                                                           | -                                                                       |                                                                         |
| 14-9-2007                                                               | Shanghai                                                                | Giappone                                                                | 1 – 0                                                                   | Argentina                                                               | Mondiali 2007                                                           | -                                                                       |                                                                         |
| 17-9-2007                                                               | Hangzhou                                                                | Giappone                                                                | 0 – 2                                                                   | Germania                                                                | Mondiali 2007                                                           | -                                                                       |                                                                         |
| Totale                                                                  |                                                                         | Presenze                                                                | 77                                                                      |                                                                         | Reti                                                                    | 13                                                                      |                                                                         |